# 생물전

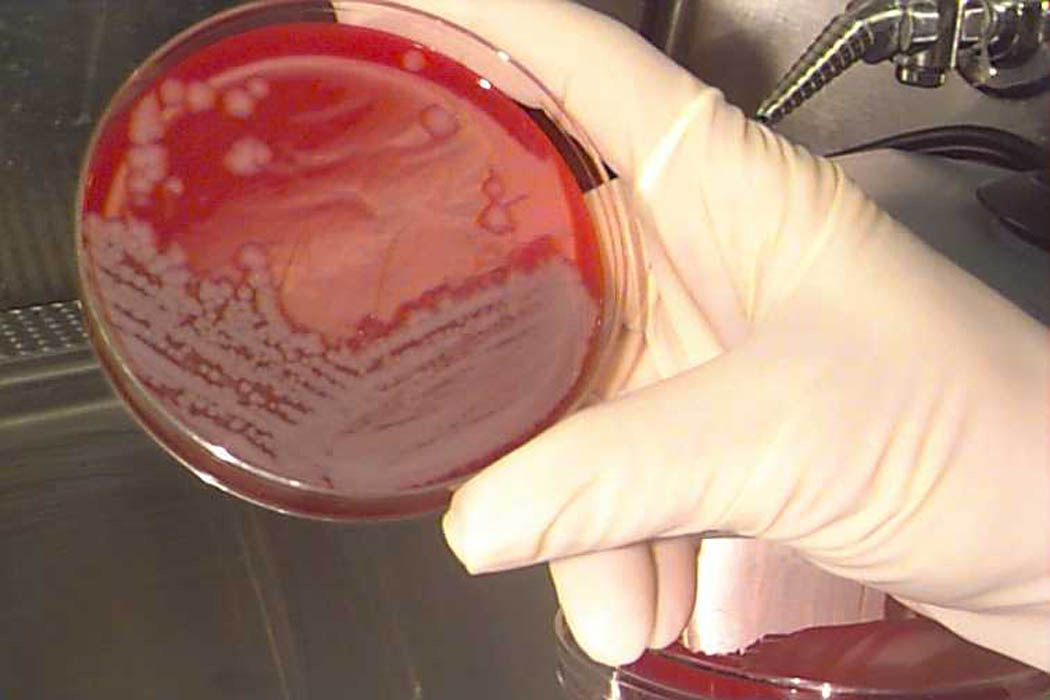

생물전(生物戰, biological warfare; BW)박테리아, 바이러스, 곰팡이 등의 생물독소나 병원체를 사용해 사람 또는 동식물을 살상하는 전쟁 방식이다. 이때 사용되는 독소나 병원체를 생물무기(bioweapon)라 한다. 생물무기는 대량 살육에 사용될 가능성이 높아 국제법으로 개발, 생산, 저장을 금지하고 있다. 그러나 많은 국가에서 방어 방법의 연구를 명목으로 연구, 개발되고 있다. 대표적인 무기로는 탄저병, 독감 등이 있다.  또한 조선민주주의인민공화국도 생물학 무기 지원을 위한 연구시설이 보고된 바 있다.

## 대한민국에 미치는 영향
1kg의 탄저균이 10만여 명을 살상할 수 있기 때문에, 56kg의 생물학무기를 탑재할 수 있는 북한의 SCUD-B 미사일 한 발이 서울에 떨어지면 약 600만 명의 사상자가 발생할 수 있다. 그러나 대한민국은 북한보다 더 많고 질이 좋은 생화학무기를 보유했다 알려져 있다. 그 이유는 미국과 핵 무기를 만들지 않기로 할 때 그 대신 생화학무기를 제조하겠다 했기 때문이다.

## 같이 보기
- 화학 무기
- 핵무기